# Gene Reynolds
Eugene "Gene" Reynolds Blumenthal, född 4 april 1923 i Cleveland, Ohio, död 3 februari 2020 i Burbank, Kalifornien, var en amerikansk producent, regissör, manusförfattare och skådespelare. Han blev Emmynominerad totalt 24 gånger och vann sex gånger.
Gene Reynolds var en av producenterna bakom TV-serien M*A*S*H, totalt 120 avsnitt 1972–1977. Han regisserade också 24 avsnitt under samma period.
Reynolds var ordförande för Directors Guild of America från 1993 till 1997.

## Filmografi som skådespelare, i urval
- 1938 – Andy Hardy och kärleken
- 1938 – Han som tänkte med hjärtat
- 1939 – Vi musikanter
- 1940 – Fågel blå
- 1940 – Edison, uppfinnaren
- 1940 – Flykt undan våldet
- 1940 – Vägen till Santa Fe
- 1941 – Andy Hardys privatsekreterare
- 1941 – Det hände i Washington...
- 1954 – Mannen du gav mig